# Hornbach Holding
Die Hornbach Holding AG & Co. KGaA (Eigenschreibweise: HORNBACH) mit Sitz in Neustadt an der Weinstraße ist die Konzernobergesellschaft für die operativ tätigen Gesellschaften Hornbach Baumarkt AG, Hornbach Immobilien AG und Hornbach Baustoff Union GmbH. Die Aktie der Gesellschaft ist im SDAX gelistet.

## Geschichte

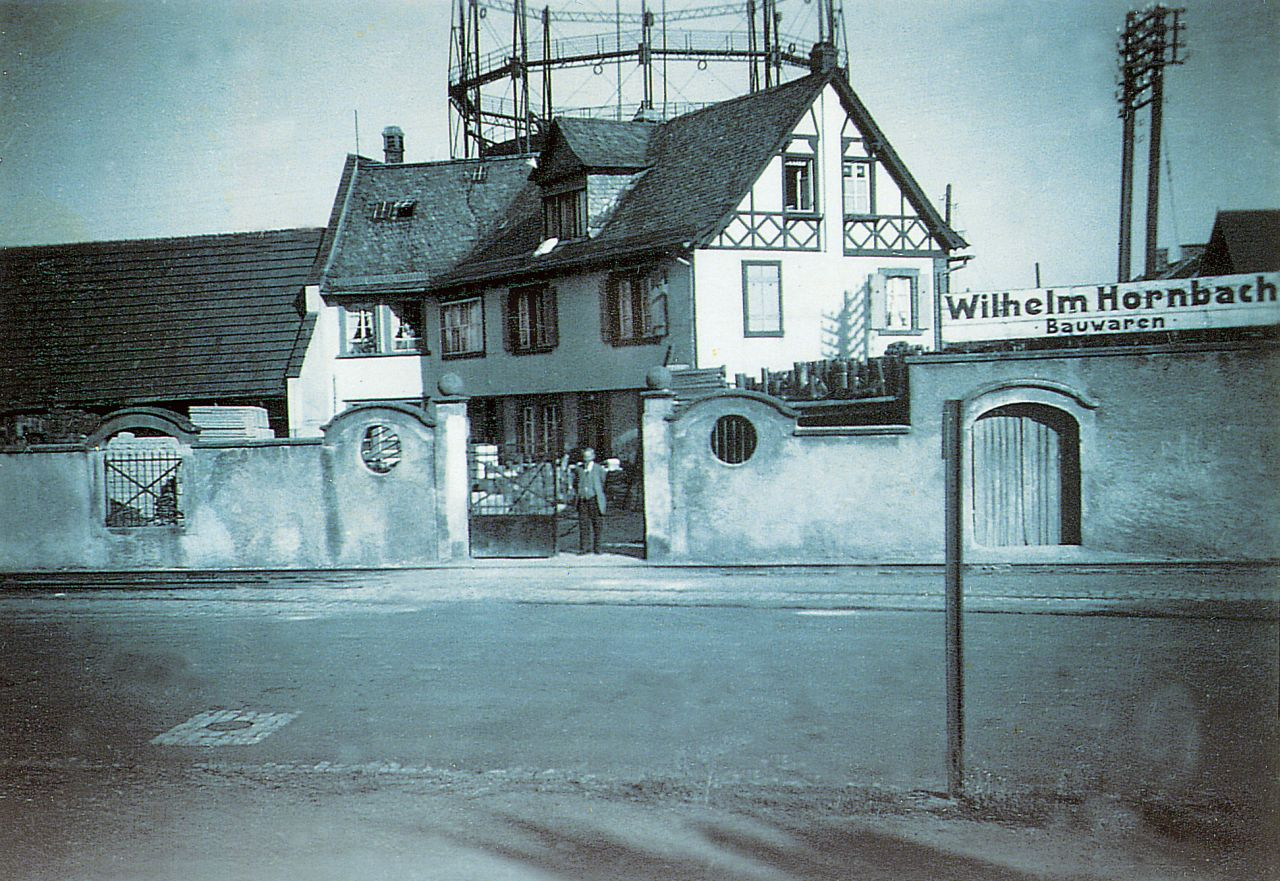
Bauwaren Wilhelm Hornbach, Landau, um 1900

Gegründet wurde die Firma 1877 von Schieferdachdeckermeister Michael Hornbach mit einer Werkstatt in Landau in der Pfalz, 23 Jahre später wurde der Betrieb von seinem Sohn Wilhelm um eine Baumaterialien-Handlung erweitert. 1968 eröffnete Otmar Hornbach in Bornheim (Pfalz) den ersten kombinierten Bau- und Gartenmarkt – seinerzeit ein Novum in Europa. 1987 wurde die Firma in eine Holding umgewandelt und an die Frankfurter Wertpapierbörse gebracht.
Das Grundkapital der Hornbach Holding AG war damals zu gleichen Teilen in Stamm- und stimmrechtslose Vorzugsaktien eingeteilt. Die Vorzugsaktien befanden sind zu rund 100 % im Besitz von freien Aktionären. Die Vorzugsaktien wurden im Prime Standard der Deutschen Börse geführt. Die damals nicht börsennotierten Stammaktien befanden sich zu 100 % im Familienbesitz.
1993 wurde das Baumarktgeschäft in eine eigene börsennotierte Aktiengesellschaft ausgelagert und ebenfalls an der Frankfurter Wertpapierbörse gelistet.
1996 wurde der erste Markt in Österreich eröffnet. Danach expandierte das Unternehmen in die Niederlande (1997), Tschechien (1998), Luxemburg (1998), Schweiz (2002), Schweden (2003), Slowakei (2004) und Rumänien (2007).
2001 ging das Unternehmen eine strategische Allianz mit dem britischen Einzelhandelskonzern Kingfisher plc ein. Kingfisher plc verkaufte seine 25 % plus zwei Aktien am stimmberechtigten Grundkapital im Jahr 2014 an die Gründerfamilie zurück, nachdem sich die Unternehmen u. a. bei der Auslandsexpansion nach Rumänien ins Gehege gekommen waren.
Am 9. Juli 2015 beschloss die Hornbach Holding AG die Umwandlung in eine AG & Co. KGaA, die am 12. Oktober 2015 wirksam wurde. Die bisherigen Vorzugsaktien wurden in Stammaktien umgewandelt.
Zum 28. Februar 2022 nahm die Hornbach Holding AG & Co. KGaA die Hornbach Baumarkt AG im Rahmen eines Delisting-Erwerbsangebots von der Börse.

## Über das Unternehmen
Die Hornbach Holding AG & Co. KGaA, die 1987 in eine Aktiengesellschaft umgewandelt wurde und an die Börse ging, ist die Muttergesellschaft der Hornbach-Gruppe. Sie hat drei Beteiligungsgesellschaften (Hornbach Baumarkt AG, Hornbach Immobilien AG und Hornbach Baustoff Union GmbH) und ist nicht operativ tätig.
Die Hornbach Baumarkt AG ist mit Abstand die größte der drei Beteiligungsgesellschaften; sie betreibt 169 großflächige Bau- und Gartenmärkte in neun Ländern Europas mit integrierten Online-Shops. Die Hornbach Baustoff Union GmbH betreibt vor allem Baustoffhandel mit gewerblichen Kunden. Die Hornbach Immobilien AG entwickelt Einzelhandelsimmobilien; ihr gehört ein Großteil des umfangreichen Immobilienvermögens der Hornbach-Gruppe.
Das Grundkapital der Hornbach Holding AG & Co. KGaA ist in 16 Millionen stimmberechtigte Inhaber-Stückaktien eingeteilt. Die KGaA-Stammaktien werden im Prime Standard der Deutschen Börse geführt. Persönlich haftende Gesellschafterin (Komplementärin) der Hornbach Holding AG & Co. KGaA ist die HORNBACH Management AG, vertreten durch ihren Vorstand. Sämtliche Aktien der Komplementär-AG werden von der Hornbach Familien-Treuhandgesellschaft mbH gehalten.

## Tochtergesellschaften

### Hornbach Baumarkt AG
Die Tochtergesellschaft Hornbach Baumarkt AG entstand 1993 und betreibt 169 Filialen und neun Online-Shops in Europa. An der Hornbach Baumarkt AG hält die Hornbach Holding 93,7 Prozent der Aktien (Stand: 29. Februar 2024).

### Hornbach Baustoff Union GmbH
Die Tochtergesellschaft Hornbach Baustoff Union GmbH betreibt 35 Baustoffhandlungen sowie zwei Niederlassungen in Frankreich. Hauptzielgruppen sind das Bauhaupt- und das Baunebengewerbe. Die Niederlassungen werden in Deutschland unter den Namen Union Bauzentrum Hornbach, Ruhland-Kallenborn sowie Robert Röhlinger geführt, in Lothringen unter dem Namen Holtz.

### Hornbach Immobilien AG
Die Hornbach Immobilien AG verwaltet die Immobilien des Unternehmens.